# Lex-Doctor
Lex-Doctor es un software de gestión diseñado para el desarrollo de la actividad jurídica.

## Historia
En 1989, se lanza al mercado la primera versión de Lex-Doctor para estudios jurídicos, y entre 1992 y 1993 se lanzó la versión para Juzgados, Tribunales, Receptorías y otras dependencias judiciales.
En 1993, se lanza LD-Textos como módulo Lex-Doctor, que consta de una base de datos documental de legislación y jurisprudencia.
En 1998, se lanza LD-Online que es un aplicativo externos que permite la publicación de las bases de Lex-Doctor en Internet.
En 2009, se lanza Lex-Doctor 9.0 que incorpora la posibilidad de acceder y operar el aplicativo vía Internet.
En 2012, se lanza la Interfaz móvil que permite consultar los datos del sistema desde teléfonos inteligentes y tabletas.
En marzo de 2015, sale al mercado la versión 10.0, con novedades principalmente en materia de seguimiento y control.
A comienzos de 2019 se publicó la aplicación LEXMovil en la tienda Google Play, con utilidades para Lex-Doctor entre las que figuran la posibilidad de acceder en forma directa y más cómoda a la interfaz móvil. También incluye funcionalidades para compartir todo tipo de archivos e imágenes con la aplicación de escritorio a través de WIFI.
LEXMovil también incluye acceso gratuito y libre a una base de datos de jurisprudencia argentina, que compila sumarios jurisprudenciales publicados por los distintos poderes judiciales de Argentina.
En abril de 2016, se incorpora en la versión 10.0 de Lex-Doctor, la posibilidad de emitir factura electrónica.
Las versiones producidas a la fecha son: 1.0, 1.1, 1.2, 1.3, 2.0, 2.01, 3.0, 3.3, 4.0, 4.3 y 4.5 (para entorno MS-DOS), y las versiones 5.0, 5.1, 5.2, 5.3, 6.0, 6.1, 7.0, 8.0, 9.0, 9.1 y 10.0 (para Microsoft Windows).
Lex-Doctor se comercializa en toda América Latina, y posee representación en Argentina (casa matriz), Chile, Colombia, Ecuador, México, Paraguay y Uruguay.
El principal logro de Lex-Doctor es la escalabilidad, que demostró al de constituirse en una solución útil y eficaz para organizaciones jurídicas de todo tipo y envergadura; es utilizado por abogados que ejercen su profesión en forma individual o con una estructura pequeña, pero a la vez es utilizado por organizaciones que cuentan con miles de abogados, procuradores y empleados interconectados por Internet.

## www.lex-doctor.com
- Sitio oficial

- Datos: Q5974177